# Agrotis munda
Agrotis munda là một loài bướm đêm trong họ Noctuidae.

## Hình ảnh

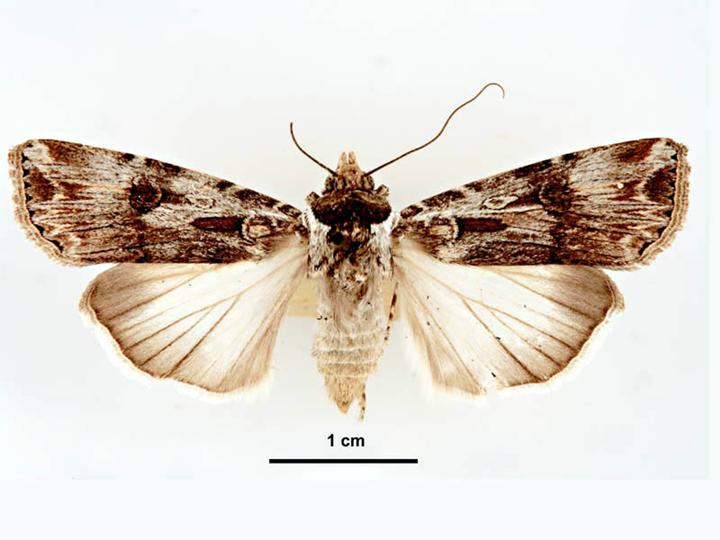
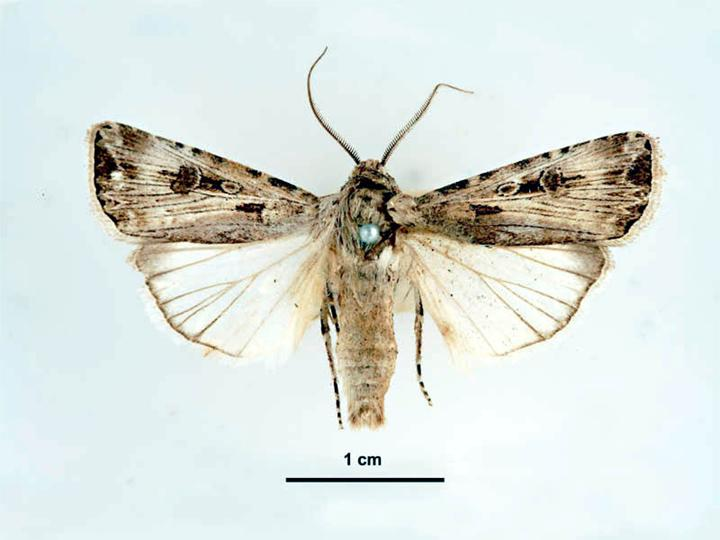
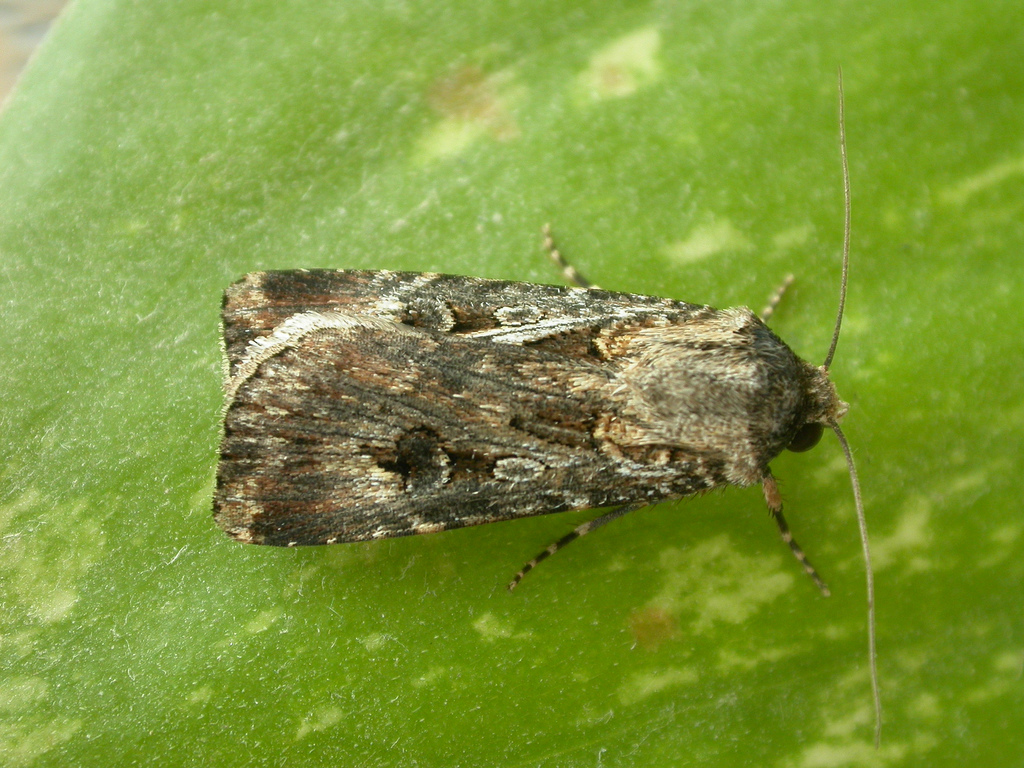
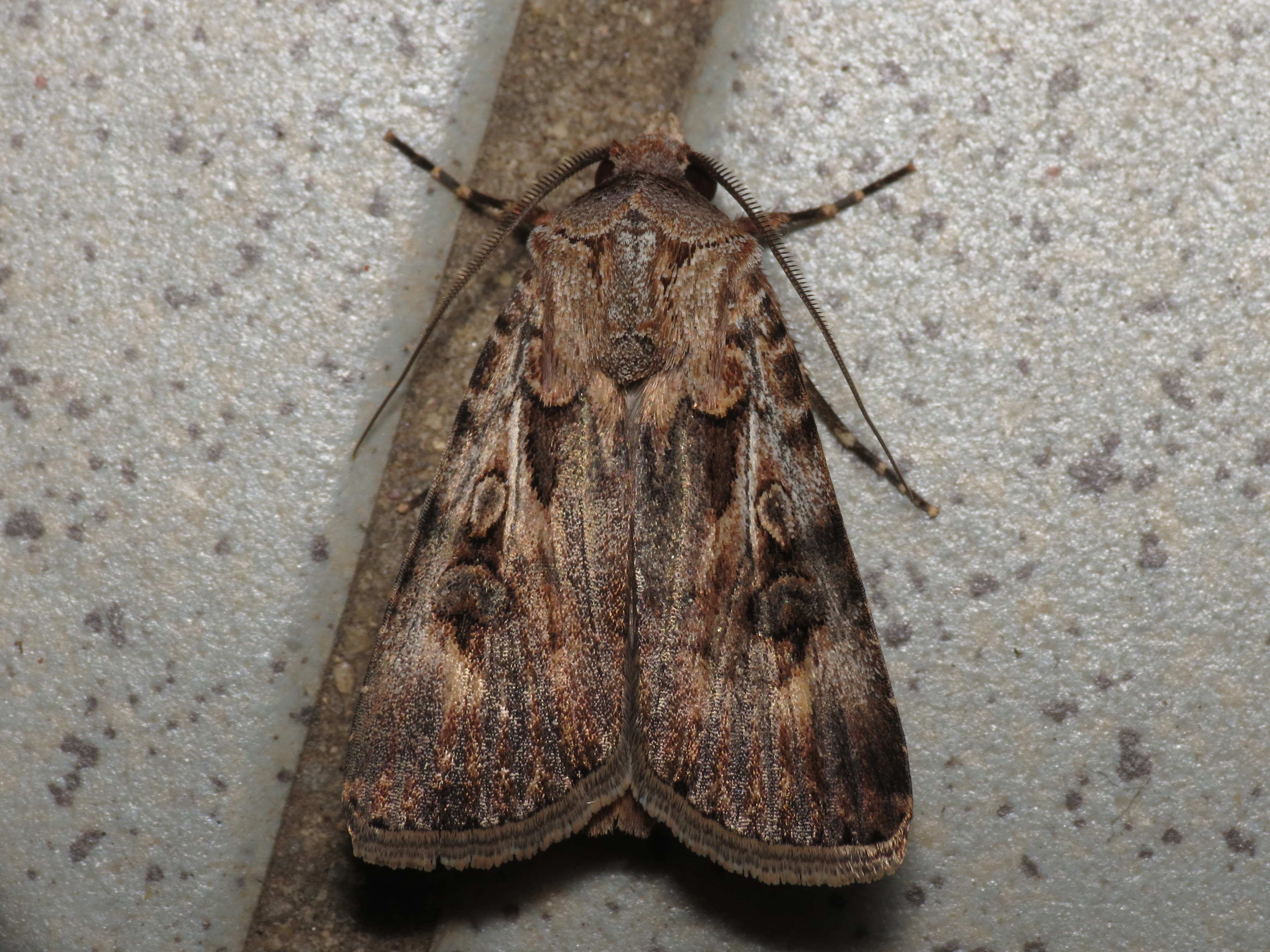